# Tafelintervall
Das Tafelintervall von tabellierten Rechenhilfsmitteln ist neben der Anzahl der Dezimalstellen die wichtigste Kennzahl von Tafelwerken, z. B. von Winkelfunktions- oder Logarithmentafeln, astronomischen Ephemeriden oder Hilfstafeln für das Erdellipsoid.
Als Tafelintervall wird die Schrittweite jenes Arguments bezeichnet, mit dem man in die Tabelle eingeht. Beispielsweise ist dies für Winkelfunktionen der Winkel selbst, für vorausberechnete Planeten das Datum.

## Effizienz der Benutzung
Ein ausgewogenes Verhältnis zwischen dem Intervall und der Stellenanzahl eines Tabellenwerkes ist für die Effizienz und Geschwindigkeit des Nachschlagens wesentlich, weil man bei höherer Genauigkeit zwischen den tabellierten Werten interpolieren muss.
Eine Ausnahme sind lediglich drei- oder vierstellige Tabellen, bei denen man jeden Wert direkt entnehmen kann.
Bei mehr als 5 Dezimalen will das Tafelintervall bereits gut überlegt sein, wenn die Zahlen nicht mehrere Bände füllen sollen:
- Ist das Intervall zu groß, so genügt die lineare Interpolation zwischen den Spalten nicht mehr, sodass der Benutzer auf die zeitaufwendige quadratische Interpolation übergehen muss.
- Ist das Tafelintervall hingegen zu fein, so wächst die Größe der Tabelle bzw. der Umfang des Buches rasch an – bis hin zur Unbenutzbarkeit oder zum raschen Verschleiß eines zu dicken Buches.

## Zahlenbeispiel aus dem „Vega-Bremiker“
Als Beispiel für ein sehr effizientes und ausgewogenes Tafelwerk möge der 7-stellige Vega-Bremiker dienen. Diese von 1795 bis etwa 1960 in über 100 Auflagen publizierte Logarithmentafel
Logarithmisch-trigonometrische Tafeln, nebst andern zum Gebrauch der Mathematik eingerichteten Tafeln und Formeln
wurde 1793–97 vom slowenisch-österreichischen Offizier Freiherrn von Vega für die Militärtechnik berechnet und verbreitete sich rasch in den verschiedenen Fachgebieten und Anwendungen.
Der trigonometrische Teil des „Vega-Bremiker“ (Teile II und III) enthält die Winkelfunktionen Sinus und Tangens, und zwar in 2 Abstufungen:
- für Winkel von 0° bis 5° im Tafelintervall 1" (d. h. 1 Winkelsekunde), insgesamt {\displaystyle 5\cdot 60^{2}=18000} Einträge
- für Winkel von 0° bis 45° (infolge der Co-Funktionen de facto bis 90°) im Tafelintervall 10", insgesamt {\displaystyle 45\cdot 60\cdot 6=16200} Einträge.

Wie klug diese Wahl schon vor über 200 Jahren getroffen wurde, zeigen einige Werte der Logarithmen (vermehrt um 10):
```
             log sin    Tafeldiff.    log tan
            							    Intervall 1" und
2°00'00"   8,542 8192   (603  604)   8,543 0838    Tafeldifferenzen von
 
600:
2 00 01    8,542 8795    603  603    8,543 1442    zur Interpolation auf
 
0,01"
2 00 02    8,542 9397    602  603    8,543 2045    genügt 
Rechenschieber
,
2 00 03    8,543 0000    603  604    8,543 2649    für
 
0,1" kurze 
Kopfrechnung
.
```

```
4°00'00"   8,843 5845   (301  302)   8,844 6437    Die Tafeldifferenz ist
4 00 01    8,843 6146    301  303    8,844 6740    nur mehr halb so groß,
4 00 02    8,843 6447    301  302    8,844 7042    deshalb bei
 
5° Übergang
4 00 03    8,843 6748    301  303    8,844 7345    auf 10"
 
Tafelintervall:
```

```
6°00'00"   9,019 2346  (2004  2026)  9,021 6202    Intervall
 
10":
6 00 10    9,019 4348   2002  2025   9,021 8227    Bis
 
45° sinken die Tafel-
6 00 20    9,019 6350   2002  2024   9,022 0251    differenzen auf
 
210 und
 
420,
6 00 30    9,019 8351   2001  2023   9,022 2274    sind also noch sinnvoll.
```

Theoretisch könnte man mehrere Abstufungen vornehmen und damit den Umfang des Buches (das 4,5 cm dick ist) etwas reduzieren – beispielsweise
```
 0 -  5°   Tafelintervall
 
 
1"   (wie oben)
 5 - 10°   Tafelintervall
 
 
5"   (statt
 
10" wie oben)
10 - 25°   Tafelintervall
 
10"   (wie oben)
25 - 45°   Tafelintervall
 
20"   (statt
 
10" wie oben)
```

Die Tafeldifferenzen, zwischen denen jeweils zu interpolieren ist, würden dadurch gleichmäßiger – z. B. für den Sinus (2-45°) etwa im Bereich 250-900 (statt Vega-Bremiker 210-2400) .. und das Buch etwa 15 % dünner. Dieser geringe Vorteil hätte aber eine starke Zunahme der Rechenfehler zur Folge, weil die überschaubare Abstufung (1 : 10) ersetzt würde durch mehrere unrunde Stufen (1 : 5 : 10 : 20).

## Heutige Bedeutung von Tafelwerken
Seit dem Aufkommen elektronischer Taschenrechner in den 1970er Jahren haben die o. e. Logarithmentafeln zwar stark an Bedeutung verloren, doch sind ähnliche Tafelwerke immer noch wichtig für verschiedene Funktionen wie harmonische Kugelflächenfunktionen, elliptische Integrale oder zur Lösung  transzendenter Gleichungen. Auch als Hilfstafeln für komplexe Aufgaben der Technik, der Statik usw. besitzen sie bleibende Bedeutung.
In der Geschichte der Mathematik und der Technikgeschichte war die optimale Wahl von Tafelintervallen eine wichtige Aufgabe bei der Vorbereitung verschiedener Berechnungen. Auch heute zeigt jedes Astronomische Jahrbuch dem erfahrenen Benutzer, ob dieser Wahl genügendes Augenmerk gewidmet wurde.

## Variable Geschwindigkeit der Planeten
Als Beispiel mögen die Ephemeriden (Vorausberechnungen) der 5 hellen Planeten Merkur bis Saturn für das Jahr 2008 dienen. Diese freiäugig sichtbaren Planeten haben Umlaufzeiten zwischen 0,24 und 30 Jahren. Im üblichen Tafelintervall von 10 Tagen bewegt sich Merkur am Sternhimmel um bis zu 20° weiter, Venus und Mars um etwa 10°, Jupiter und Saturn nur mehr um maximal 2,5° bzw. 1°. Daher ist es sinnvoll, die Tafelintervalle diesen Geschwindigkeiten anzupassen.
Der deutsche Kalender für Sternfreunde tut dies nur für Merkur (5-Tage-Intervalle), während die anderen vier Planeten in 10-Tages-Intervallen tabelliert sind. Ein sehr praxisorientiertes Jahrbuch, der österreichische Himmelskalender, benutzt hingegen Zeit recht nützlich, weil man meist nur in Viertel eines Intervalls interpolieren muss und dies im Kopf leichter als mit Zehnteln ist.